# دازل ویژن
دازل ویژن (به انگلیسی: Dazzle Vision) گروهٔ موسیقی راک ژاپنی بود. آن‌ها در سال ۲۰۱۰ در ساکورا-کان حضور یافتند. آن‌ها به‌خاطر صدای هوی راک و صدای دوگانهٔ وکالیستشان مایکو که آواز ملودیک تا مرگ‌طور را دربرمی‌گرفت شناخته می‌شدند.